# River Lynch
Der River Lynch ist ein Wasserlauf in Hertfordshire, England. Er entsteht in Hoddesdon und fließt zunächst in östlicher, dann in südlicher Richtung bis zu seiner Mündung in den River Lea.